# Aron Pollitz
Aron Pollitz (ur. 11 lutego 1896 w Bazylei, zm. 13 listopada 1977 tamże) – szwajcarski piłkarz grający na pozycji obrońcy. W swojej karierze rozegrał 23 mecze w reprezentacji Szwajcarii.

## Kariera piłkarska
Swoją karierę piłkarską Pollitz rozpoczął w klubie BSC Old Boys z Bazylei. Zadebiutował w nim w sezonie 1915/1916. W 1924 roku odszedł do francuskiego klubu US Suisse Paryż. Grał w nim przez dwa sezony. W 1926 roku wrócił do Old Boys, a w 1928 roku zakończył w nim swoją karierę.

## Kariera reprezentacyjna
W reprezentacji Szwajcarii Pollitz zadebiutował 19 marca 1920 roku w wygranym 3:0 towarzyskim meczu z Włochami, rozegranym w Bernie. W 1924 roku był podstawowym zawodnikiem Szwajcarii na Igrzyskach Olimpijskich w Paryżu. Zdobył na nich srebrny medal. Od 1920 do 1925 roku rozegrał w kadrze narodowej 23 mecze.